# لامبورگینی اس‌سی۶۳
لامبورگینی اس‌سی۶۳ یک خودرو اسپرت مسابقه‌ای در کلاس لمانز دیتونا هایپرکار است که توسط لامبورگینی طراحی شده و توسط لیجیر برای رقابت در کلاس‌های لمانز هایپرکار و جی‌تی‌پی (گرند تورینگ پروتوتایپ) برای مسابقات جهانی استقامتی و قهرمانی خودروهای ورزشی ایمسا ساخته شده است.

## پیش‌زمینه
لامبورگینی در ۱۷ مه ۲۰۲۲ به‌طور رسمی ورود به مسابقات جهانی استقامتی و مسابقات قهرمانی خودروهای ورزشی ایمسا را از فصل ۲۰۲۴، با استفاده از طراحی بر اساس قوانین کلاس ال‌ام‌دی‌اچ اعلام کرد. یک ماه بعد، در کنفرانس مطبوعاتی در مسابقه ۲۴ ساعته لمانز ۲۰۲۲، تأیید شد که لامبورگینی با لیجیر به‌عنوان تأمین‌کننده شاسی خود همکاری و شراکت خواهد کرد و لامبورگینی را به اولین سازنده در کلاس و قوانین ال‌ام‌دی‌اچ تبدیل خواهد کرد.
تا آن زمان، ۳ تأمین‌کننده شاسی دیگر، مولتی‌ماتیک، اورکا و دلارا همگی حداقل یک بار انتخاب شده بودند.
جزئیات بیشتر در مورد نمونه اولیه این هایپرکار در سپتامبر ۲۰۲۲ مشخص شد و لامبورگینی اعلام کرد که از یک پیشرانه هایبریدی متشکل از یک موتور احتراق داخلی دو توربو ۹۰ درجه وی۸ و اجزای پیشرانه هایبریدی استانداردشده توسط ویلیامز انجیرینگ، بوش و اکس‌ترک استفاده خواهد کرد.
حداکثر قدرت تولیدشده این خودرو ۶۷۱ اسب بخار (۵۰۰ کیلووات) خواهد بود. لامبورگینی همکاری خود را با تیم آیرون لینکس برای فصل ۲۰۲۴ مسابقات جهانی استقامتی نیز اعلام کرد.

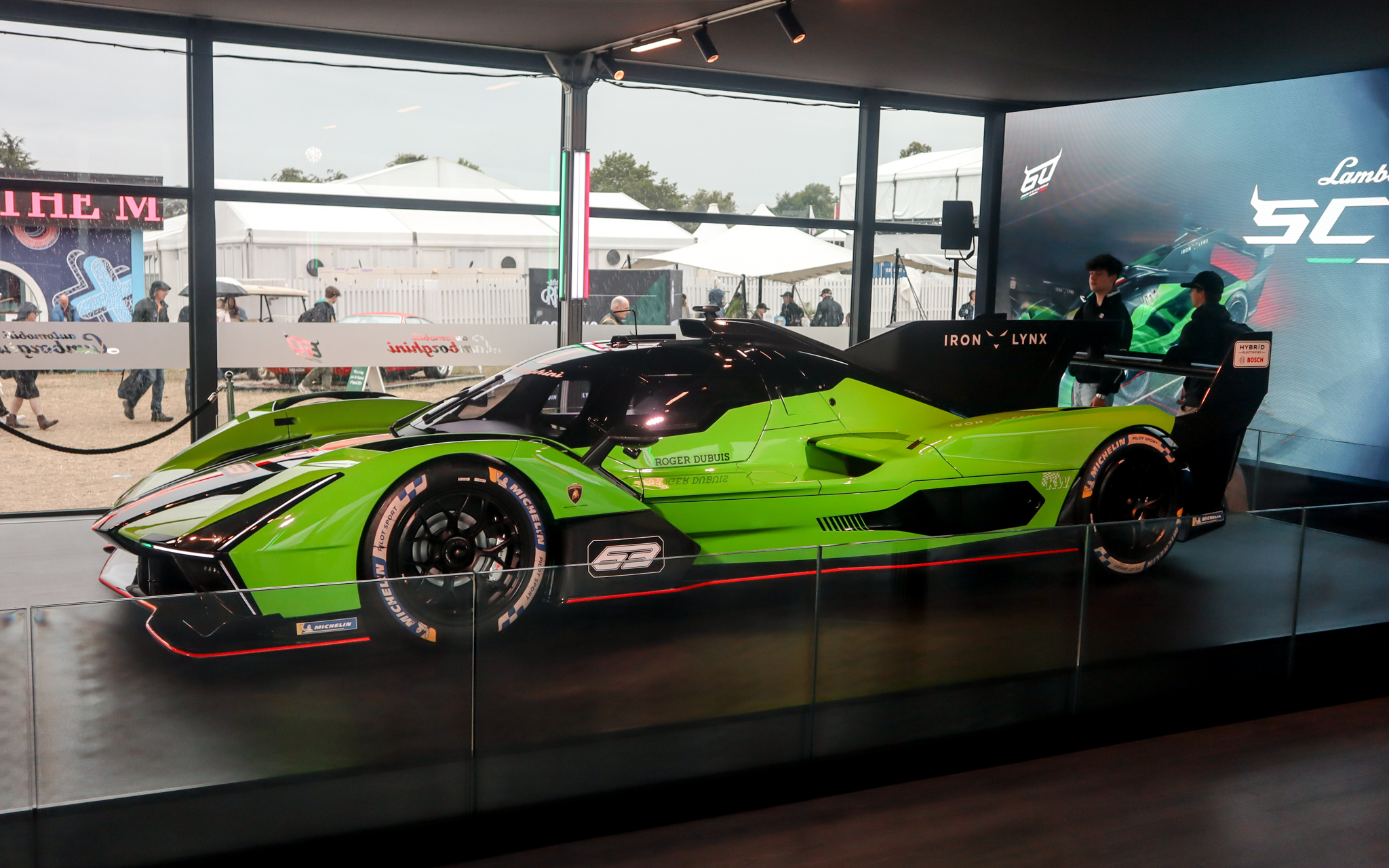
معرفی هایپرکار لامبورگینی اس‌سی۶۳ در جشنواره سرعت گودوود ۲۰۲۳
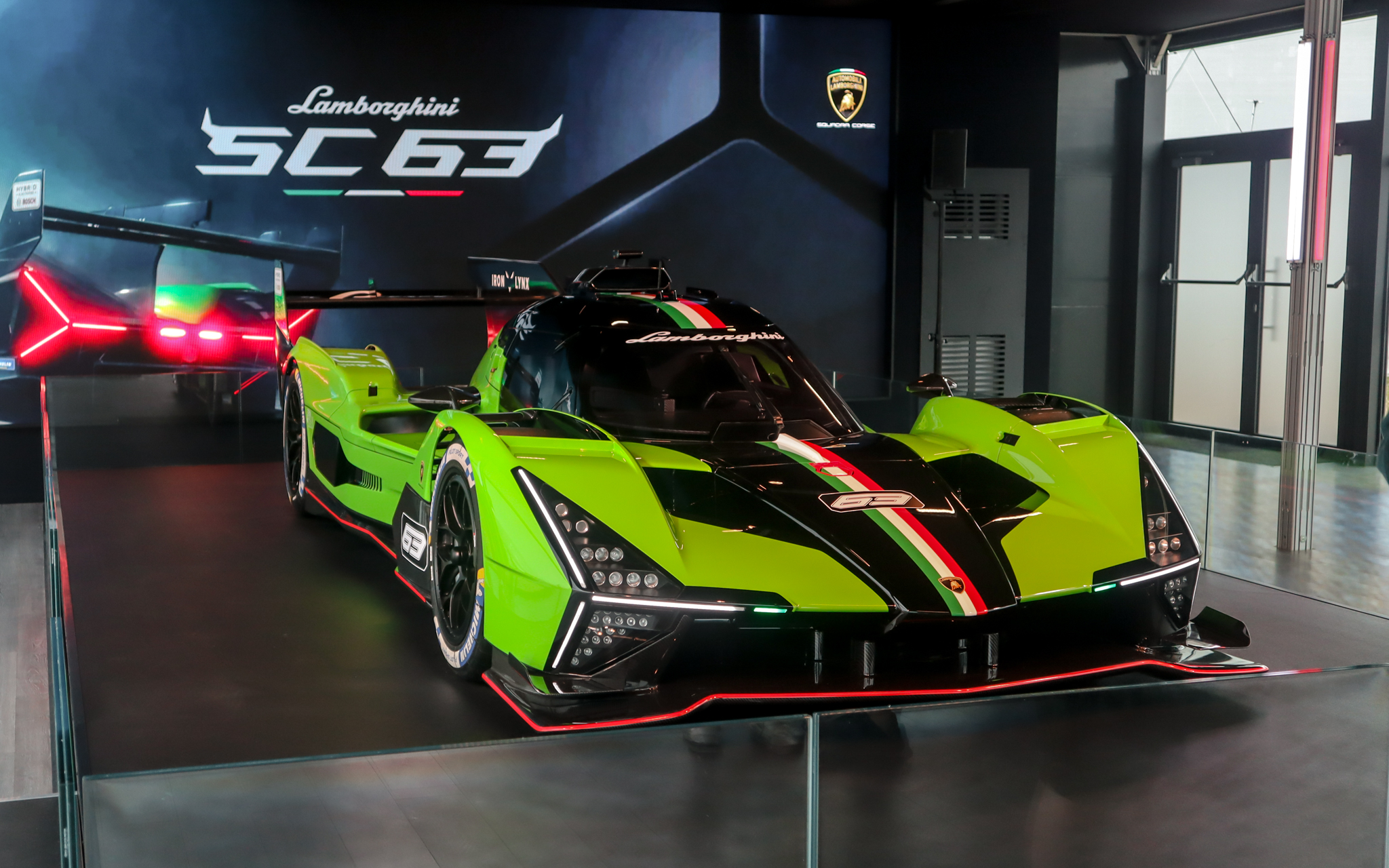
نمای روبرو اس‌سی۶۳
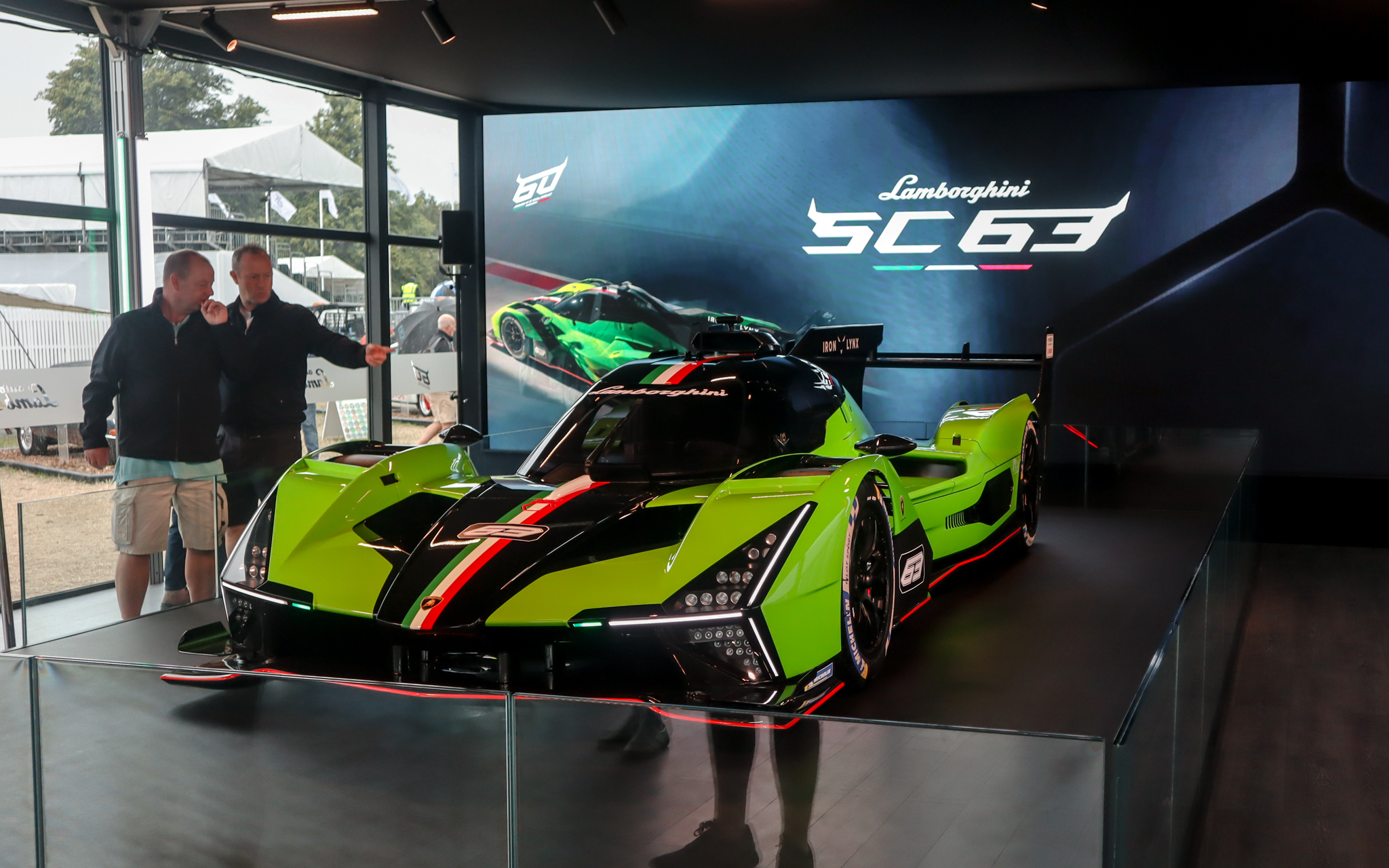
نمای جلو سمت چپ اس‌سی۶۳
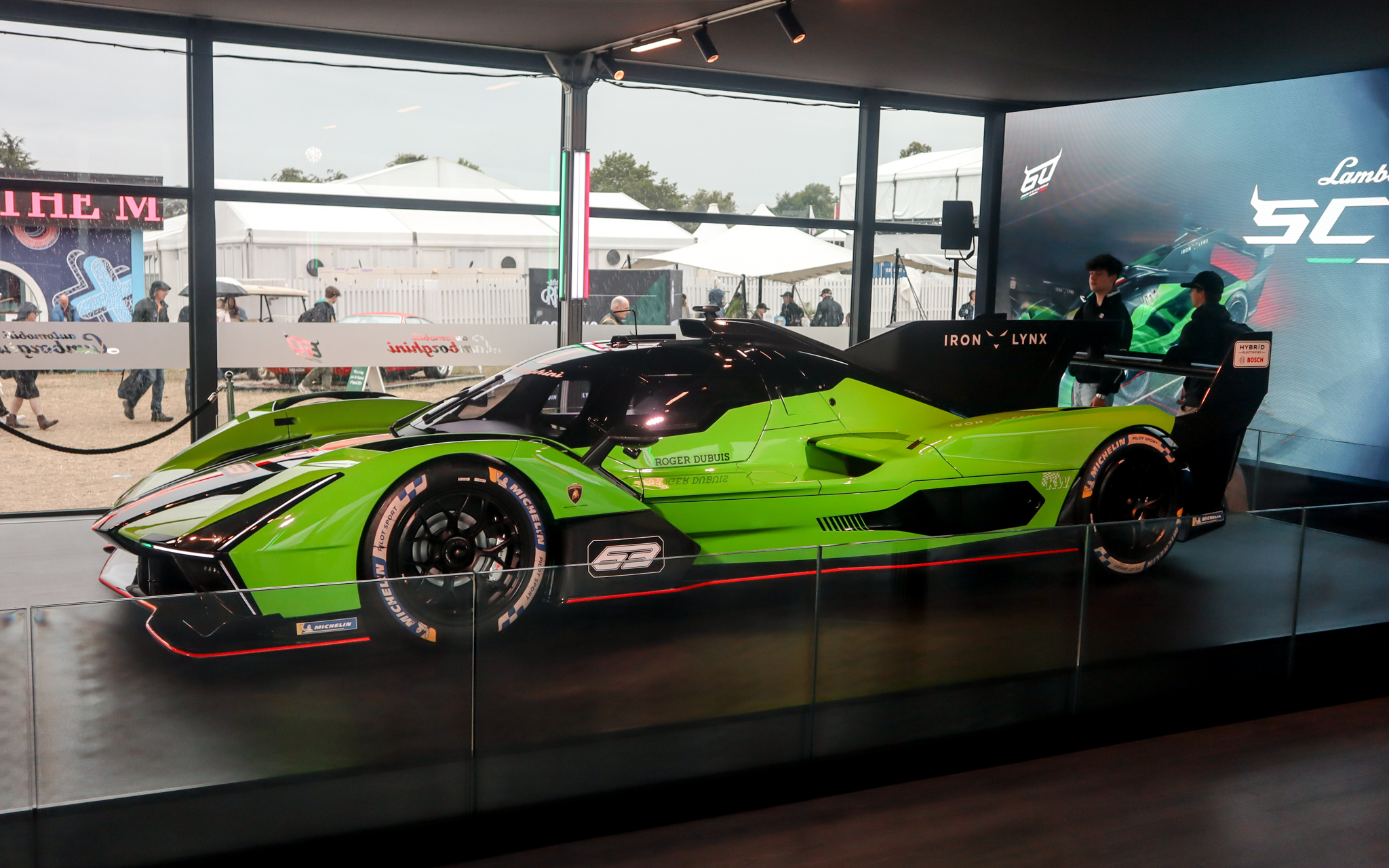
نمای کناری اس‌سی۶۳
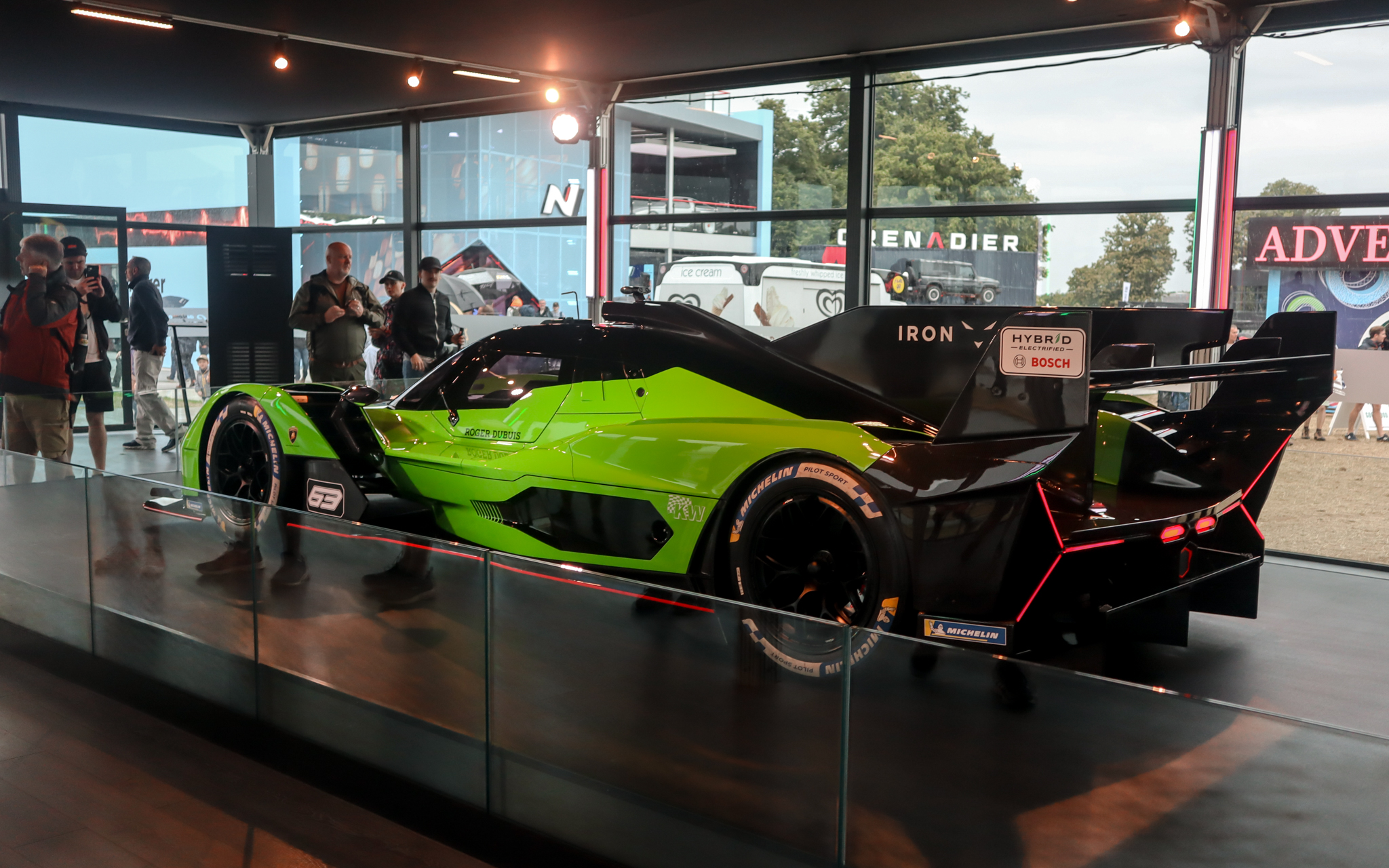
نمای عقب سمت چپ اس‌سی۶۳
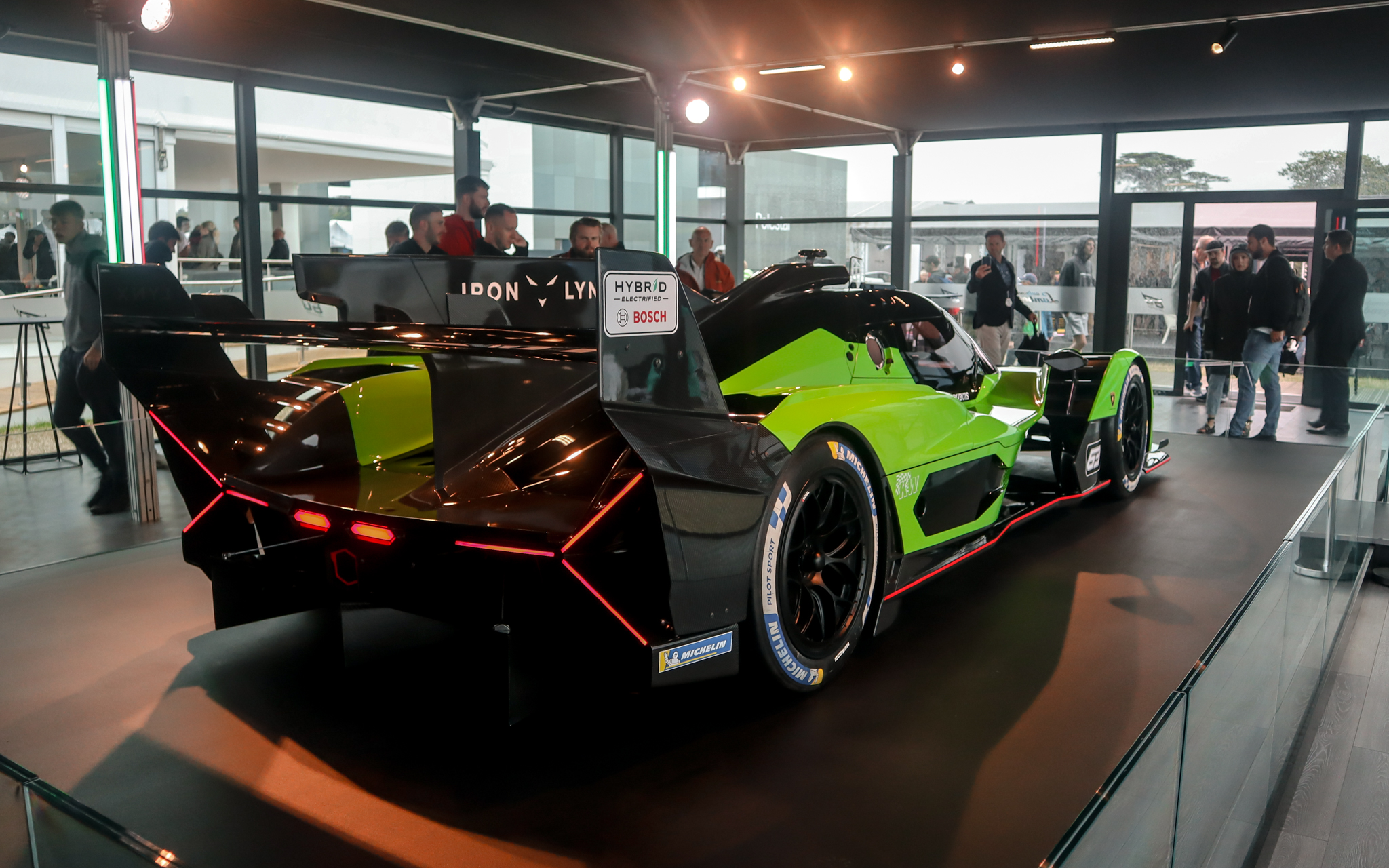
نمای عقب اس‌سی۶۳